# Emilia Chmielowa
Emilia Chmielowa (ur. 19 października 1948 we Lwowie, zm. 27 kwietnia 2021) – ukraińska trenerka sportowa, zawodniczka w pływaniu, działaczka mniejszości polskiej na Ukrainie. Współzałożycielka Federacji Organizacji Polskich na Ukrainie. Prezes Federacji od 1992 r. Sekretarz Europejskiej Unii Wspólnot Polonijnych oraz wiceprzewodnicząca Rady Polonii Świata.

## Życiorys
Emilia Chmielowa ukończyła studia w Akademii Wychowania Fizycznego we Lwowie.
Od końca lat 90. liderka inicjatyw na rzecz odrodzenia i konsolidacji ruchu polonijnego na Ukrainie, integracji szkolnictwa polskiego, popularyzacji kultury i tradycji polskiej, animacji życia społecznego oraz tworzenia i utrzymywania stałych więzi z Polską. Rzeczniczka dialogu polsko-ukraińskiego. Inicjatorka Polsko-Krymskotatarsko-Żydowsko-Ukraińskiego Międzyreligijnego Seminarium Młodzieży „Arka”.
Pełniła funkcję sekretarza Europejskiej Unii Wspólnot Polonijnych oraz wiceprzewodniczącej Rady Polonii Świata. Była członkiem Polonijnej Rady Konsultacyjnej przy Marszałku Senatu.
Była członkiem Rady Przedstawicieli Ogólnoukraińskich Organizacji Pozarządowych Mniejszości Narodowych przy Państwowym Komitecie Narodowości i Religii Ukrainy.

## Odznaczenia i wyróżnienia
- Krzyż Komandorski Orderu Odrodzenia Polski – 2016[4][5]
- Krzyż Oficerski Orderu Zasługi Rzeczypospolitej Polskiej – 2011[6][7]
- Krzyż Kawalerski Orderu Zasługi Rzeczypospolitej Polskiej – 2004[8][9]
- Zasłużony Pracownik Kultury Ukrainy (2009)[10]
- Medal „Pro Memoria”
- Odznaka honorowa „Zasłużony dla Kultury Polskiej” – 1996
- Złoty Krzyż Honorowy Związku Piłsudczyków – 2015[11]
- Odznaka Honorowa Bene Merito – 2013[12]